# Liste romanischer Bauwerke in Österreich
Die Liste romanischer Bauwerke in Österreich soll einen möglichst vollständigen Überblick über romanische Bauwerke in Österreich geben. Es werden auch Bauwerke angeführt, die nicht rein romanisch sind, sondern beispielsweise später im Barock Umbauten erfuhren, oder von welchen nur Teile (zum Beispiel die Apsis) im Stil der Romanik erbaut wurden. Es sind aber nur solche Bauten aufgeführt, an denen romanische Elemente noch sichtbar sind und Romanik nicht nur als überformter Baukern vorhanden ist.
Die Liste ist nach Bundesländern geordnet.

## Burgenland
| Foto |                 | Baujahr | Name                                              | Standort | Beschreibung | Metadaten                                       |
| ---- | --------------- | ------- | ------------------------------------------------- | -------- | --- | ----------------------------------------------- |
| ja   | Datei hochladen |         | Bergkirche Stoob HERIS-ID: 71879 Objekt-ID: 85078 | Standort | Die auf einem Hügel oberhalb des Dorfes Stoob befindliche Kirche stammt aus dem frühen 13. Jahrhundert. In der Apsis wurden Reste von Wandmalereien aus der Zeit um 1230 gefunden. | P84(Architekt): P131(Ort):Stoob Region-ISO:AT-1 |

## Kärnten
| Foto |                 | Baujahr                | Name                                                                                  | Standort                                | Beschreibung | Metadaten                                                                |
| ---- | --------------- | ---------------------- | ------------------------------------------------------------------------------------- | --------------------------------------- | --- | ------------------------------------------------------------------------ |
| ja   | Datei hochladen |                        | Karner in Altenmarkt im Gurktal HERIS-ID: 90692 Objekt-ID: 105396                     | Standort                                | Der Karner in Altenmarkt (Gemeinde Weitensfeld im Gurktal) ist ein Rundbau mit Kegeldach, der an die Friedhofsmauer anschließt. | P84(Architekt): P131(Ort):Weitensfeld im Gurktal Region-ISO:AT-2         |
| ja   | Datei hochladen |                        | Pfarrkirche Berg im Drautal HERIS-ID: 53462 Objekt-ID: 61426                          | Berg 73, 0G Standort                    | Die ursprünglich spätromanische Kirche wurde im 15. Jahrhundert zu einer gotischen Wehrkirche umgebaut, das romanische Portal (mit Tympanonmalerei) und Wandmalereien aus dem 13. Jahrhundert sind aber noch erhalten. Im Friedhof befindet sich ein spätromanisch-frühgotischer Karner.                       | P84(Architekt): P131(Ort):Berg im Drautal Region-ISO:AT-2                |
| ja   | Datei hochladen |                        | Filialkirche St. Lorenzen am Johannserberg, Brückl HERIS-ID: 87610 Objekt-ID: 102032  | Standort                                | Die schlichte romanische Kirche in der Gemeinde Brückl erhielt Anbauten aus späterer Zeit, ist aber im Kern unverändert. | P84(Architekt): P131(Ort):Brückl Region-ISO:AT-2                         |
| ja   | Datei hochladen |                        | Karner in Deinsberg HERIS-ID: 53507 Objekt-ID: 61482                                  | Deinsberg 1 Standort                    | Der Karner in Deinsberg (Gemeinde Guttaring) ist ein spätromanischer Rundbau | P84(Architekt): P131(Ort):Guttaring Region-ISO:AT-2                      |
| ja   | Datei hochladen |                        | Filialkirche in Dielach HERIS-ID: 53517 Objekt-ID: 61495                              | Dielach Standort                        | Die Filialkirche St. Rupert in Dielach (Gemeinde Mölbling) ist ein schlichter Bau mit romanischem Langhaus und frühgotischer Apsis. | P84(Architekt): P131(Ort):Mölbling Region-ISO:AT-2                       |
| ja   | Datei hochladen |                        | Filialkirche St. Lamprecht in Diex HERIS-ID: 53872 Objekt-ID: 61939                   | Haimburgerberg Standort                 | Die Kirche in Diex ist ein kleiner Bau mit Dachreiter und gerade eingezogener Apsis. | P84(Architekt): P131(Ort):Diex Region-ISO:AT-2                           |
| ja   | Datei hochladen |                        | Kirche in Dobrowa HERIS-ID: 69006 Objekt-ID: 82051                                    | Dobrowa Standort                        | Der kleine Bau am Rand der Stadt Völkermarkt hat eine Rundapsis und einen mit Holzplattln gedeckten Dachreiter. | P84(Architekt): P131(Ort):Völkermarkt Region-ISO:AT-2                    |
| ja   | Datei hochladen |                        | Filialkirche St. Egid in Dröschitz HERIS-ID: 53926 Objekt-ID: 62024                   | Dröschitzer Weg Standort                | Die Filialkirche in Dröschitz (Gemeinde Velden am Wörther See) ist ein schlichter Bau mit Rundapsis. | P84(Architekt): P131(Ort):Velden am Wörther See Region-ISO:AT-2          |
| ja   | Datei hochladen |                        | Heiligengeistkirche Eberndorf HERIS-ID: 53549 Objekt-ID: 61537                        | Kreuzberglweg 21 Standort               | Die kleine ursprünglich romanische Kirche mit Rundapsis und hölzernem Dachreiter wurde später gotisch und barock umgebaut. | P84(Architekt): P131(Ort):Eberndorf Region-ISO:AT-2                      |
| ja   | Datei hochladen |                        | Karner in Feldkirchen HERIS-ID: 57670 Objekt-ID: 67923                                | Standort                                | Der Karner von Feldkirchen in Kärnten ist ein schlichter Rundbau aus der Zeit um 1200. | P84(Architekt): P131(Ort):Feldkirchen in Kärnten Region-ISO:AT-2         |
| ja   | Datei hochladen |                        | Filialkirche Freundsam HERIS-ID: 53698 Objekt-ID: 61709                               | Freundsam 7 Standort                    | Die kleine spätromanisch-frühgotische Kirche in Freundsam (Gemeinde Liebenfels) hat einen apsidenartigen Chor und Wandmalereien aus der Bauzeit um 1300. | P84(Architekt): P131(Ort):Liebenfels Region-ISO:AT-2                     |
| ja   | Datei hochladen | 12. Jh.                | Pfarrkirche Friesach HERIS-ID: 53714 Objekt-ID: 61726                                 | Friesach 37 Standort                    | Romanisch ist vor allem das Zweiturm-Westwerk der Friesacher Pfarrkirche aus dem 12. Jahrhundert, der gotische Langchor stammt aus dem 14. Jahrhundert. Am Kirchhof befindet sich auch das Portal des ehemaligen Karners als Fragment.                                                                         | P84(Architekt): P131(Ort):Friesach Region-ISO:AT-2                       |
| ja   | Datei hochladen | um 1076                | Bergfried und Rupertskapelle in der Burg Petersberg HERIS-ID: 113541 Objekt-ID: 34264 | Petersberg 18 Standort                  | Die Burg Petersberg oberhalb von Friesach wurde von Erzbischof Gebhard von Salzburg angelegt und um 1140 von Erzbischof Konrad I. ausgebaut. Im 15. Jahrhundert wurde die Burg dann modernisiert und umgebaut, wurde aber nach einem Brand im 17. Jahrhundert aufgegeben und verfiel in Folge.                 | P84(Architekt): P131(Ort):Friesach Region-ISO:AT-2                       |
| ja   | Datei hochladen |                        | Deutschordenskirche Friesach HERIS-ID: 53713 Objekt-ID: 61725                         | St.Veiter Straße .144, OG Standort      | Die gotisierte und später barockisierte Kirche hat einen romanischen Kern, Fresken aus der Zeit um 1180 wurden 1946 wiederentdeckt. | P84(Architekt): P131(Ort):Friesach Region-ISO:AT-2                       |
| ja   | Datei hochladen |                        | Filialkirche Gablern HERIS-ID: 53719 Objekt-ID: 61738                                 | Gablern 43 Standort                     | Die im Kern romanische Kirche von Gablern (Gemeinde Eberndorf) wurde barock verändert, weist aber Fresken aus der Zeit vor 1300 auf. | P84(Architekt): P131(Ort):Eberndorf Region-ISO:AT-2                      |
| ja   | Datei hochladen |                        | Turm der Pfarrkirche Gallizien HERIS-ID: 53725 Objekt-ID: 61745                       | Gallizien Standort                      | Der Turm der gotischen Pfarrkirche von Gallizien ist noch im romanischen Stil gehalten. | P84(Architekt): P131(Ort):Gallizien Region-ISO:AT-2                      |
| ja   | Datei hochladen |                        | Filialkirche St. Andrä in Glandorf HERIS-ID: 57976 Objekt-ID: 68358                   | St. Andrä Standort                      | Die Kirche in Glandorf (St. Veit an der Glan) hat ein romanisches Langhaus und einen spätgotischen Chor. | P84(Architekt): P131(Ort):Sankt Veit an der Glan Region-ISO:AT-2         |
| ja   | Datei hochladen |                        | Karner in Glantschach HERIS-ID: 53742 Objekt-ID: 61766                                | Glantschach 2 Standort                  | Der Karner in Glantschach (Gemeinde Liebenfels) ist ein Rundbau mit kleiner Apsis. | P84(Architekt): P131(Ort):Liebenfels Region-ISO:AT-2                     |
| ja   | Datei hochladen |                        | Karner von Gmünd in Kärnten HERIS-ID: 53752 Objekt-ID: 61778                          | Kirchgasse Standort                     | Der Karner von Gmünd in Kärnten ist ein Rundbau aus der 12. Hälfte des 12. Jahrhunderts und wurde Ende des 14. Jahrhunderts gotisch verändert. | P84(Architekt): P131(Ort):Gmünd in Kärnten Region-ISO:AT-2               |
| ja   | Datei hochladen |                        | Pfarrkirche Grades HERIS-ID: 53772 Objekt-ID: 61806                                   | Standort                                | Die Kirche von Grades (Gemeinde Metnitz) hat einen romanischen Kern, der insbesondere am Turm noch zu sehen ist. | P84(Architekt): P131(Ort):Metnitz Region-ISO:AT-2                        |
| ja   | Datei hochladen |                        | Kirche in Gratschach HERIS-ID: 53795 Objekt-ID: 61836                                 | Dr.Görlich-Straße Standort              | Die Kirche in Gratschach (Villach) ist ein kleiner Bau mit niedrigem quadratischen Chor und hölzernem Dachreiter | P84(Architekt): P131(Ort):Villach Region-ISO:AT-2                        |
| ja   | Datei hochladen |                        | Stiftskirche Griffen und Alte Kirche neben dem Stift HERIS-ID: 35576 Objekt-ID: 34360 | Stift Griffen 1, 4 Standort             | Die Kirche in Griffen wurde 1272 erstmals urkundlich erwähnt und ist im Kern eine romanische Pfeilerbasilika, die später barockisiert wurde. Die Alte Kirche liegt im Zentrum des Kirchhofs und wurde 1235 erstmals erwähnt. Sie wurde gotisch und barock überformt.                                           | P84(Architekt): P131(Ort):Griffen Region-ISO:AT-2                        |
| ja   | Datei hochladen | um 1140                | Dom zu Gurk                                                                           | Domplatz 1 Standort                     | Der Dom von Gurk wird häufig als bedeutendstes romanisches Bauwerk in Österreich bezeichnet, er entstand um 1140–1200, mit bedeutenden Fresken im Zackenstil in der Westempore. | P84(Architekt): P131(Ort):Gurk Region-ISO:AT-2                           |
| ja   | Datei hochladen |                        | Filialkirche Hart HERIS-ID: 80300 Objekt-ID: 94029                                    | Hart ob Glanegg Standort                | Die Kirche von Hart (Gemeinde Feldkirchen in Kärnten) hat eine konchenförmige Apsis, eine breite westliche Vorlaube und eine Apsis. | P84(Architekt): P131(Ort):Feldkirchen in Kärnten Region-ISO:AT-2         |
| ja   | Datei hochladen |                        | Filialkirche St. Andreas in Hausdorf HERIS-ID: 53875 Objekt-ID: 61943                 | Hausdorf 13 Standort                    | Die Filialkirche in Hausdorf (Gemeinde Straßburg) ist ein romanischer Bau mit eingezogenem und gerade geschlossenem Chor. | P84(Architekt): P131(Ort):Straßburg Region-ISO:AT-2                      |
| ja   | Datei hochladen |                        | Kirche St. Radegundis in Hohenfeld HERIS-ID: 53886 Objekt-ID: 61966                   | Hohenfeld 6 Standort                    | Die Kirche in Hohenfeld (Gemeinde Straßburg) hat ein romanisches Langhaus, eine Apsis und ein romanisches Portal. | P84(Architekt): P131(Ort):Straßburg Region-ISO:AT-2                      |
| ja   | Datei hochladen |                        | Filialkirche in Höllein HERIS-ID: 57984 Objekt-ID: 68367                              | Höllein Standort                        | Die kirche St. Leonhard in Höllein (Gemeinde Straßburg) ist ein Bau des 11. Jahrhunderts mit Apsis. Der Westturm ist eine spätere Zutat, wahrscheinlich aus dem 14. Jahrhundert. | P84(Architekt): P131(Ort):Straßburg Region-ISO:AT-2                      |
| ja   | Datei hochladen |                        | Filialkirche St. Willibald in Kappel am Krappfeld HERIS-ID: 54928 Objekt-ID: 63365    | Sankt Willibald 45 Standort             | Die kleine Filialkirche in Kappel am Krappfeld hat ein romanisches Langhaus und einen angebauten gotischen Chor. | P84(Architekt): P131(Ort):Kappel am Krappfeld Region-ISO:AT-2            |
| ja   | Datei hochladen |                        | Karner bei der Pfarrkirche Kappl am Krappfeld HERIS-ID: 53920 Objekt-ID: 62014        | Standort                                | Der Karner der Pfarrkirche Kappel am Krappfeld ist ein Rundbau. | P84(Architekt): P131(Ort):Kappel am Krappfeld Region-ISO:AT-2            |
| ja   | Datei hochladen |                        | Filialkirche Kerschdorf HERIS-ID: 53928 Objekt-ID: 62026                              | Kerschdorf Standort                     | Die Kirche in Kerschdorf (Gemeinde Velden am Wörther See) hat eine halbkreisförmige Apsis. Das Fresko des hl. Christopherus an der Außenwand ist spätgotisch. | P84(Architekt): P131(Ort):Velden am Wörther See Region-ISO:AT-2          |
| ja   | Datei hochladen |                        | Filialkirche am Kulm HERIS-ID: 68996 Objekt-ID: 82041                                 | Kulm Standort                           | Die Filialkirche St. Katharina am Kul (Gemeinde Völkermarkt) ist ein schlichter Bau mit Rundapsis. | P84(Architekt): P131(Ort):Völkermarkt Region-ISO:AT-2                    |
| ja   | Datei hochladen |                        | Gotthardskirche in Lansach HERIS-ID: 54191 Objekt-ID: 62360                           | Kapellenweg Standort                    | Die kleine romanische Kirche in Lansach (Gemeinde Weißenstein) enthält bereits ein frühgotisches Portal. In der Apsis befinden sich Malereien aus der Zeit um 1250. | P84(Architekt): P131(Ort):Weißenstein Region-ISO:AT-2                    |
| ja   | Datei hochladen |                        | Westportal der Pfarrkirche Lieding HERIS-ID: 54230 Objekt-ID: 62404                   | Lieding 2 Standort                      | Von der nach 1200 erbauten und nach 1330 zur gotischen Kirche umgebauten Pfarrkirche von Lieding (Gemeinde Straßburg) ist noch das romanische Westportal erhalten. | P84(Architekt): P131(Ort):Straßburg Region-ISO:AT-2                      |
| ja   | Datei hochladen | zwischen 1006 und 1039 | Pfarrkirche Maria Hilf Assumptio in Malta HERIS-ID: 54274 Objekt-ID: 62464            | Malta 51/1 Standort                     | Die Pfarrkirche in Malta ist im Kern romanisch, mit bedeutenden Fresken aus der Zeit um 1300. Die Kirche wurde weltweit bekannt, als bei der Freilegung von Fresken 2002 das Bild eines Fabelwesens entdeckt wurde, das Micky Maus frappierend ähnelt. Romanisch ist auch der Karner am angrenzenden Friedhof. | P84(Architekt): P131(Ort):Malta Region-ISO:AT-2                          |
| ja   | Datei hochladen |                        | Romanische Elemente der Kirchenanlage Maria Wörth HERIS-ID: 16667 Objekt-ID: 12933    | Standort                                | Romanische Elemente sind sowohl an der Pfarr- als auch an der Winterkirche noch zu sehen, ein spätromanisches Element ist insbesondere der Karner. | P84(Architekt): P131(Ort):Maria Wörth Region-ISO:AT-2                    |
| ja   | Datei hochladen | um 1060–1088           | Stiftskirche Millstadt und Kreuzgang HERIS-ID: 25326 Objekt-ID: 21751                 | Stiftgasse 1 Standort                   | Romanische Bauteile gibt es vor allem an der Stiftskirche und beim Herzstück des Klosters, den Millstätter Kreuzgang. | P84(Architekt): P131(Ort):Millstatt am See Region-ISO:AT-2               |
| ja   | Datei hochladen |                        | Filialkirche Obergottesfeld HERIS-ID: 54363 Objekt-ID: 62608                          | Obergottesfeld 28 Standort              | Die Filialkirche in Obergottesfeld (Gemeinde Sachsenburg) hat eine eingezogenen niedrige Halbkreisapsis. | P84(Architekt): P131(Ort):Sachsenburg Region-ISO:AT-2                    |
| ja   | Datei hochladen | frühes 11. Jh.         | Stiftskirche Ossiach HERIS-ID: 82481 Objekt-ID: 96305                                 | bei Ossiach 1 Standort                  | Die ehemalige Stiftskirche von Ossiach wurde im frühen 11. Jahrhundert als romanische Pfeilerbasilika erbaut, nach einem schweren Brand 1484 gotisch wieder aufgebaut und später barockisiert. | P84(Architekt): P131(Ort):Ossiach Region-ISO:AT-2                        |
| ja   | Datei hochladen |                        | Filialkirche Rabenstein HERIS-ID: 87507 Objekt-ID: 101924                             | Rabenstein Standort                     | Die Filialkirche von Rabenstein (Gemeinde Althofen) stammt wahrscheinlich aus dem 11. Jahrhundert. Sie weist eine Rundapsis und einen Dachreiter auf. | P84(Architekt): P131(Ort):Althofen Region-ISO:AT-2                       |
| ja   | Datei hochladen |                        | Karner in Radsberg HERIS-ID: 10893 Objekt-ID: 6958                                    | Standort                                | Der Karner St. Michael in Radsberg (Gemeinde Ebenthal in Kärnten) ist ein Rundbau mit kleiner Apsis. | P84(Architekt): P131(Ort):Ebenthal in Kärnten Region-ISO:AT-2            |
| ja   | Datei hochladen |                        | Karner in Rechberg HERIS-ID: 57666 Objekt-ID: 67917                                   | Rechberg 2 Standort                     | Der Karner in Rechberg (Gemeinde Eisenkappel-Vellach) ist ein Rundbau und hat eine halbkreisförmige Apsis, beide haben spitze Kegeldächer. | P84(Architekt): P131(Ort):Eisenkappel-Vellach Region-ISO:AT-2            |
| ja   | Datei hochladen |                        | Karner in Reichenfels HERIS-ID: 54527 Objekt-ID: 62821                                | Reichenfels Standort                    | Der Karner von Reichenfels ist ein Rundbau mit abgetreppter Erkerapsis und gedecktem Stiegenvorbau. | P84(Architekt): P131(Ort):Reichenfels Region-ISO:AT-2                    |
| ja   | Datei hochladen |                        | Kirche in Rückersdorf HERIS-ID: 68507 Objekt-ID: 81516                                | Rückersdorf Standort                    | Das Langhaus der Kirche in Rückersdorf (Gemeinde Sittersdorf) ist romanisch, in der Gotik erfolgte der Sakristeianbau und der Einbau des Rundbogenportals. | P84(Architekt): P131(Ort):Sittersdorf Region-ISO:AT-2                    |
| ja   | Datei hochladen |                        | Ehemalige Filialkirche St. Johann im Tale HERIS-ID: 81763 Objekt-ID: 95551            | Standort                                | Die mittlerweile profanierte Kirche in der Gemeinde Straßburg hat ein romanisches Langhaus und einen später angebauten polygonalen gotischen Chor mit Strebepfeilern. | P84(Architekt): P131(Ort):Straßburg Region-ISO:AT-2                      |
| ja   | Datei hochladen |                        | Turm der Kirche St. Margaretha bei Eisenkappel HERIS-ID: 54534 Objekt-ID: 62831       | Remschenig 25 Standort                  | Die Kirche St. Margarethen (Gemeinde Eisenkappel-Vellach) ist im Kern romanisch, insbesondere der massive Turm an der Nordseite des gotischen Chors. | P84(Architekt): P131(Ort):Eisenkappel-Vellach Region-ISO:AT-2            |
| ja   | Datei hochladen |                        | Karner in St. Margarethen ob Töllerberg HERIS-ID: 58722 Objekt-ID: 69519              | St.Margarethen o.T. 2 Standort          | Der Karner von St. Margarethen ob Töllerberg (Gemeinde Völkermarkt) ist ein Rundbau, die apsisartige Mauernische tritt nicht nach außen. | P84(Architekt): P131(Ort):Völkermarkt Region-ISO:AT-2                    |
| ja   | Datei hochladen |                        | Kirche St. Martin am Wallersberg HERIS-ID: 54742 Objekt-ID: 63128                     | St. Martin Standort                     | Die später nach Westen verlängerte Kirche in St. Martin am Wallersberg (Gemeinde Ruden) hat im Chor Reste von Malereien aus dem 10./11. Jh. | P84(Architekt): P131(Ort):Ruden Region-ISO:AT-2                          |
| ja   | Datei hochladen | Ende 12. Jh.           | Stiftskirche St. Paul im Lavanttal HERIS-ID: 79625 Objekt-ID: 93318                   | Hauptstraße 1 Standort                  | Die Basilika des Stiftes in St. Paul im Lavanttal aus dem Ende des 12. Jahrhunderts erhielt nach einem Brand 1367 ein gotisches Gewölbe. | P84(Architekt): P131(Ort):Sankt Paul im Lavanttal Region-ISO:AT-2        |
| ja   | Datei hochladen |                        | Filialkirche St. Peter ob Gurk HERIS-ID: 57987 Objekt-ID: 68370                       | Sankt Peter Standort                    | Die Filialkirche St. Peter (Gemeinde Straßburg) hat ein romanisches Langhaus und einen eingezogenen, querrechteckigen Chor, der sich anstelle der Apsis befindet. | P84(Architekt): P131(Ort):Straßburg Region-ISO:AT-2                      |
| ja   | Datei hochladen |                        | Westportal der Stadtpfarrkirche St. Veit an der Glan HERIS-ID: 54844 Objekt-ID: 63261 | Kirchplatz Standort                     | Die hauptsächlich gotische Stadtpfarrkirche von St. Veit an der Glan weist ein romanisches Westportal auf. | P84(Architekt): P131(Ort):Sankt Veit an der Glan Region-ISO:AT-2         |
| ja   | Datei hochladen |                        | Karner von St. Veit an der Glan HERIS-ID: 57969 Objekt-ID: 68351                      | Kirchplatz, 0KG 74528 GNR .153 Standort | Der Karner von St. Veit an der Glan ist ein romanischer Bau, dem später ein gotisches Netzrippengewölbe eingezogen wurde. | P84(Architekt): P131(Ort):Sankt Veit an der Glan Region-ISO:AT-2         |
| ja   | Datei hochladen |                        | Karner von Sittersdorf HERIS-ID: 68554 Objekt-ID: 81567                               | Sittersdorf Standort                    | Der Karner von Sittersdorf mit rundem Kuppelgewölbe stammt aus Mitte des 12. Jahrhunderts. | P84(Architekt): P131(Ort):Sittersdorf Region-ISO:AT-2                    |
| ja   | Datei hochladen |                        | Pfarrkirche und Karner in Stein im Jauntal HERIS-ID: 54936 Objekt-ID: 63378           | Alt-Stein 3 Standort                    | Von der ehemaligen Burgkapelle von Stein im Jauntal (Gemeinde Sankt Kanzian am Klopeiner See) sind das Langhaus und die Rundapsis erhalten. Auf dem ehemaligen Burggelände ist auch ein später gotisch veränderter romanischer Karner erhalten.                                                                | P84(Architekt): P131(Ort):Sankt Kanzian am Klopeiner See Region-ISO:AT-2 |
| ja   | Datei hochladen |                        | Filialkirche in Straganz HERIS-ID: 54955 Objekt-ID: 63406                             | Straganz 27 Standort                    | Die Kirche der Hl. Dreifaltigkeit von Straganz (Gemeinde Mölbling) aus dem mittleren 13. Jahrhundert weist eine polygonale Rundapsis und einen Dachreiter auf. | P84(Architekt): P131(Ort):Mölbling Region-ISO:AT-2                       |
| ja   | Datei hochladen |                        | Filialkirche St. Maria Magdalena in Straßburg HERIS-ID: 57986 Objekt-ID: 68369        | Standort                                | Die Filialkirche in Straßburg ist ein schlichter Bau mit Rundapsis. | P84(Architekt): P131(Ort):Straßburg Region-ISO:AT-2                      |
| ja   | Datei hochladen |                        | Filialkirche Streimberg HERIS-ID: 57978 Objekt-ID: 68360                              | Streimberg Standort                     | Der romanische Bau besitzt einen Dachreiter und eine gewölbte Rundapsis. | P84(Architekt): P131(Ort):Sankt Veit an der Glan Region-ISO:AT-2         |
| ja   | Datei hochladen |                        | Filialkirche St. Margaretha in Tiffen HERIS-ID: 57981 Objekt-ID: 68363                | Tiffen Standort                         | Die Kirche in Tiffen (Gemeinde Steindorf am Ossiacher See) ist ein schlichter Bau mit Rundapsis. | P84(Architekt): P131(Ort):Steindorf am Ossiacher See Region-ISO:AT-2     |
| ja   | Datei hochladen |                        | Karner von Tigring HERIS-ID: 16695 Objekt-ID: 12962                                   | Standort                                | Der Karner am Friedhof von Tigring (Gemeinde Moosburg) stammt aus der Mitte des 12. Jahrhunderts. | P84(Architekt): P131(Ort):Moosburg Region-ISO:AT-2                       |
| ja   | Datei hochladen |                        | Karner von Untergreutschach HERIS-ID: 57707 Objekt-ID: 67976                          | Untergreutschach 5 Standort             | Der Rundbau mit Erkerapsis in Untergreutschach (Gemeinde Griffen) wurde im 14. Jahrhundert gotisiert, aus dieser Zeit stammen auch die Wandmalereien im Inneren. | P84(Architekt): P131(Ort):Griffen Region-ISO:AT-2                        |
| ja   | Datei hochladen | 1202                   | Stiftskirche Viktring HERIS-ID: 57832 Objekt-ID: 68135                                | Stift-Vitkring-Straße Standort          | Die Stiftskirche von Viktring wurde in Form einer Pfeilerbasilika 1202 geweiht, der Chorbereich später gotisch erweitert und das Langhaus im 19. Jahrhundert zur Hälfte abgebrochen. | P84(Architekt): P131(Ort):Klagenfurt am Wörthersee Region-ISO:AT-2       |
| ja   | Datei hochladen |                        | Filialkirche St. Michael in Villach HERIS-ID: 54753 Objekt-ID: 63142                  | Standort                                | Die Kirche am Rand von Villach ist ein kleiner Bau mit Rundapsis und Dachreiter. | P84(Architekt): P131(Ort):Villach Region-ISO:AT-2                        |
| ja   | Datei hochladen |                        | Stadtpfarrkirche hl. Maria Magdalena in Völkermarkt HERIS-ID: 55117 Objekt-ID: 63647  | Kirchgasse Standort                     | Die Stadtpfarrkirche von Völkermarkt ist im Kern romanisch und wurde später mehrmals umgebaut. Sie hat ein erhaltenes romanisches Westportal. | P84(Architekt): P131(Ort):Völkermarkt Region-ISO:AT-2                    |
| ja   | Datei hochladen |                        | Karner der Kirche St. Ruprecht in Völkermarkt HERIS-ID: 58019 Objekt-ID: 68444        | Standort                                | Die Apsis dieses Rundbaus wurde in frühgotischer Zeit durch einen Chor ersetzt. | P84(Architekt): P131(Ort):Völkermarkt Region-ISO:AT-2                    |
| ja   | Datei hochladen |                        | Filialkirche St. Maria Magdalena in Weitensfeld HERIS-ID: 90680 Objekt-ID: 105383     | Standort                                | Die Kirche in Weitensfeld ist ein schlichter Bau, der später gotisch verändert wurde. Von hier stammt das Magdalenenfenster, das älteste erhaltene romanische Fenster Österreichs. | P84(Architekt): P131(Ort):Weitensfeld im Gurktal Region-ISO:AT-2         |
| ja   | Datei hochladen |                        | Stadtpfarrkirche St. Markus in Wolfsberg HERIS-ID: 55172 Objekt-ID: 63733             | Markusplatz Standort                    | Von der später gotisch und barock umgebauten Stadtpfarrkirche von Wolfsberg ist insbesondere noch das romanische Portal zu sehen. | P84(Architekt): P131(Ort):Wolfsberg Region-ISO:AT-2                      |
| ja   | Datei hochladen |                        | Filialkirche St. Thomas in Wullross HERIS-ID: 58031 Objekt-ID: 68462                  | Standort                                | Die kleine romanische Kirche in Wullross (Gemeinde Weitensfeld im Gurktal) hat eine Rundapsis und einen hölzernen Dachreiter. | P84(Architekt): P131(Ort):Weitensfeld im Gurktal Region-ISO:AT-2         |
| ja   | Datei hochladen |                        | Pfarrkirche Zweinitz HERIS-ID: 55232 Objekt-ID: 63805                                 | Standort                                | Die Kirche von Zweinitz (Gemeinde Weitensfeld im Gurktal) wurde gotisch umgebaut, ein romanisches Element ist aber das durch ein Flechtband und zwei Konsolköpfe geschmückte Westportal. | P84(Architekt): P131(Ort):Weitensfeld im Gurktal Region-ISO:AT-2         |

## Niederösterreich
| Foto |                 | Baujahr                | Name                                                                                            | Standort                      | Beschreibung | Metadaten                                                                |
| ---- | --------------- | ---------------------- | ----------------------------------------------------------------------------------------------- | ----------------------------- | --- | ------------------------------------------------------------------------ |
| ja   | Datei hochladen | um 1220                | Kirche in Altweitra HERIS-ID: 29656 Objekt-ID: 26311                                            | Standort                      | Die Saalkirche in Altweitra wurde um 1220 erbaut. die Klangarkade ist eine Zutat aus dem 19. Jahrhundert. | P84(Architekt): P131(Ort):Unserfrau-Altweitra Region-ISO:AT-3            |
| ja   | Datei hochladen |                        | Stiftskirche Ardagger HERIS-ID: 31000 Objekt-ID: 27916                                          | Standort                      | Die Stiftskirche hat einen romanischen Kern, insbesondere die Krypta ist noch sichtbar. Das aus ungefähr 1230 stammende Margaretenfenster (nunmehr hinter dem Hochaltar) ist das älteste figurative Glasfenster Österreichs.                                  | P84(Architekt): P131(Ort):Ardagger Region-ISO:AT-3                       |
| ja   | Datei hochladen | nach 1050              | Langhaus der Pfarrkirche Bad Deutsch-Altenburg HERIS-ID: 14836 Objekt-ID: 11074                 | Kirchenberg 1 Standort        | Die Kirche von Bad Deutsch-Altenburg wurde nach 1050 in Form einer Pfeilerbasilika errichtet. Romanisch ist das dreischiffige Langhaus, Chor und Turm sind gotische Anbauten.                                                                                 | P84(Architekt): P131(Ort):Bad Deutsch-Altenburg Region-ISO:AT-3          |
| ja   | Datei hochladen | um 1200                | Karner in Bad Deutsch-Altenburg HERIS-ID: 14856 Objekt-ID: 11094                                | Kirchenberg 3 Standort        | Der Karner mit halbkreisförmiger Apsis und westseitigem Portalvorbau stammt aus der Zeit um 1200. | P84(Architekt): P131(Ort):Bad Deutsch-Altenburg Region-ISO:AT-3          |
| ja   | Datei hochladen |                        | Schlosskapelle St. Georg in Droß HERIS-ID: 58770 Objekt-ID: 69591                               | Schlossstraße Standort        | Das romanische Langhaus wurde um einen gotischen Chor mit Dachreiter erweitert und im inneren barockisiert. | P84(Architekt): P131(Ort):Droß Region-ISO:AT-3                           |
| ja   | Datei hochladen | 12. Jh.                | Türme der Stadtpfarrkirche Eggenburg HERIS-ID: 49642 Objekt-ID: 53563                           | Kirchenplatz 1, OG Standort   | Vom romanischen Bau der Stadtpfarrkirche Eggenburg sind die Osttürme erhalten, Langhaus und Chor sind dagegen gotisch. | P84(Architekt): P131(Ort):Eggenburg Region-ISO:AT-3                      |
| ja   | Datei hochladen | 1153                   | Stiftskirche Geras HERIS-ID: 77131 Objekt-ID: 90747                                             | Hauptstraße 1 u. a. Standort  | Die Stiftskirche von Geras ist eine im Kern romanische Pfeilerbasilika, die im 18. Jahrhundert barockisiert wurde. | P84(Architekt): P131(Ort):Geras Region-ISO:AT-3                          |
| ja   | Datei hochladen |                        | Karner in Hadersdorf HERIS-ID: 59022 Objekt-ID: 69958                                           | Standort                      | Der spätromanisch-frühgotische Karner von Hadersdorf am Kamp (Gemeinde Hadersdorf-Kammern) wurde um 1270 erbaut. | P84(Architekt): P131(Ort):Hadersdorf-Kammern Region-ISO:AT-3             |
| ja   | Datei hochladen |                        | Karner in Hainburg an der Donau HERIS-ID: 14932 Objekt-ID: 11170                                | Karnergasse 2 Standort        | Der Karner ist ein Rundbau aus der Zeit um 1220. | P84(Architekt): P131(Ort):Hainburg an der Donau Region-ISO:AT-3          |
| ja   | Datei hochladen |                        | Karner in Hardegg HERIS-ID: 15745 Objekt-ID: 11991                                              | Standort                      | Der Karner in Hardegg stammt aus der Mitte des 12. Jahrhunderts und gilt als ältester Karner Niederösterreichs. | P84(Architekt): P131(Ort):Hardegg Region-ISO:AT-3                        |
| ja   | Datei hochladen | Ende 12. Jh.           | Langhaus der Stiftskirche Heiligenkreuz HERIS-ID: 64509 Objekt-ID: 77240                        | Heiligenkreuz 1 Standort      | Das dreischiffige Langhaus der Basilika wurde gegen Ende des 12. Jahrhunderts vollendet. | P84(Architekt): P131(Ort):Heiligenkreuz Region-ISO:AT-3                  |
| ja   | Datei hochladen | nach 1136              | Kirche in Kleinmariazell und Kreuzgang des ehemaligen Klosters HERIS-ID: 50010 Objekt-ID: 54469 | Standort                      | Die ehemalige Stiftskirche ist im Kern romanisch und wurde später barockisiert. Es sind zwei romanische Portale noch erhalten. Vom ehemaligen nach 1136 erbauten Kloster ist noch ein spätromanisch-frühgotischer Kreuzgang erhalten.                         | P84(Architekt): P131(Ort):Altenmarkt an der Triesting Region-ISO:AT-3    |
| ja   | Datei hochladen |                        | Kirche in Kleinzwettl HERIS-ID: 5544 Objekt-ID: 1415                                            | Standort                      | Die im Kern romanische Hallenkirche wurde später zu einer gotischen Wehrkirche umgebaut, romanische Bauteile sind aber noch an den Außenmauern und im inneren zu sehen.                                                                                       | P84(Architekt): P131(Ort):Gastern Region-ISO:AT-3                        |
| ja   | Datei hochladen | 12. Jahrhundert        | Stift Klosterneuburg HERIS-ID: 12743 Objekt-ID: 8901                                            | Stiftsplatz Standort          | Das Stift wurde im 12. Jahrhundert gegründet und später oftmals umgebaut, an der Stiftskirche Klosterneuburg sind noch romanische Reste zu sehen. | P84(Architekt):Jakob Prandtauer P131(Ort):Klosterneuburg Region-ISO:AT-3 |
| ja   | Datei hochladen |                        | Phillipskirche in Kranichberg HERIS-ID: 50075 Objekt-ID: 54592                                  | Kranichberg 475/X Standort    | Die Kirche am Kranichberg (Gemeinde Kirchberg am Wechsel) ist ein Saalbau aus dem 13. Jahrhundert, der gotische Chor und der Dachreiter sind spätere Elemente.                                                                                                | P84(Architekt): P131(Ort):Kirchberg am Wechsel Region-ISO:AT-3           |
| ja   | Datei hochladen | um 1200                | Kirche St. Martin in Lanzendorf HERIS-ID: 32137 Objekt-ID: 29197                                | Lanzendorf Standort           | Die Martinskirche in Lanzendorf bei Böheimkirchen hat ein rechteckiges Langhaus aus der Zeit um 1200 und einen quadratischen Chor mit einer Rundapsis. Der markante schiefstehende Westturm stammt aus dem 15. Jahrhundert.                                   | P84(Architekt): P131(Ort):Böheimkirchen Region-ISO:AT-3                  |
| ja   | Datei hochladen | um 1135                | Burg Liechtenstein HERIS-ID: 46892 Objekt-ID: 49210                                             | Am Hausberg Standort          | Die Burg wurde um 1135 erbaut, verfiel später und wurde im 19. Jahrhundert im Stil der Neoromanik wiederaufgebaut. Original erhalten sind einige Mauern und insbesondere die Burgkapelle.                                                                     | P84(Architekt): P131(Ort):Maria Enzersdorf Region-ISO:AT-3               |
| ja   | Datei hochladen |                        | Pfarrkirche Maiersdorf HERIS-ID: 30149 Objekt-ID: 26880                                         | Standort                      | Die Kirche von Maiersdorf (Gemeinde Hohe Wand) stammt aus dem 12. Jahrhundert und wurde im 14. Jahrhundert um ein gotisches Wehrobergeschoß aufgestockt. Romanisch ist auch der Chorturm, dessen Wirkung durch die Aufstockung verloren gegangen sit.         | P84(Architekt): P131(Ort):Hohe Wand Region-ISO:AT-3                      |
| ja   | Datei hochladen | 12. Jh.                | Friedhofskapelle Marbach am Walde HERIS-ID: 59384 Objekt-ID: 70643                              | Standort                      | Die aus dem 12. Jahrhundert stammende Kapelle in Marbach am Walde mit eingezogenem Rechteckchor wurde 1932 restauriert und 1935 als Kriegerdenkmal geweiht.                                                                                                   | P84(Architekt): P131(Ort):Zwettl-Niederösterreich Region-ISO:AT-3        |
| ja   | Datei hochladen |                        | Karner von Margarethen am Moos HERIS-ID: 14871 Objekt-ID: 11109                                 | Standort                      | | P84(Architekt): P131(Ort):Enzersdorf an der Fischa Region-ISO:AT-3       |
| ja   | Datei hochladen | Anfang des 13. Jhs.    | Karner in Mistelbach HERIS-ID: 5384 Objekt-ID: 1249                                             | Friedhof Standort             | Der Karner in Mistelbach wurde Anfang des 13. Jahrhunderts erbaut und 1719 barockisiert. | P84(Architekt): P131(Ort):Mistelbach Region-ISO:AT-3                     |
| ja   | Datei hochladen | nach 1180              | Karner in Mödling HERIS-ID: 34605 Objekt-ID: 32941 marterl.at: 20573                            | Standort                      | Der auch als Kapelle genutzter Karner wurde nach 1180 erbaut und später aufgestockt | P84(Architekt): P131(Ort):Mödling Region-ISO:AT-3                        |
| ja   | Datei hochladen |                        | Laurenzi-Kirche in Haag bei Markersdorf (Neulengbach) HERIS-ID: 61102 Objekt-ID: 73510          | Standort                      | Die Laurenzi-Kirche in Haag bei Markersdorf (Gemeinde Neulengbach) war ursprünglich eine Rundkirche aus der zweiten Hälfte des 12. Jahrhunderts, 1500 wurde ein gotischer Chor und später ein Turm angebaut.                                                  | P84(Architekt): P131(Ort):Neulengbach Region-ISO:AT-3                    |
| ja   | Datei hochladen | vor 1125               | Burgkirche von Oberranna HERIS-ID: 34703 Objekt-ID: 33062                                       | Oberranna 1 Standort          | Die Burgkirche wurde vor 1125 erbaut und hat ein einschiffiges Langhaus und Ost- und Westchor und einer Krypta | P84(Architekt): P131(Ort):Mühldorf Region-ISO:AT-3                       |
| ja   | Datei hochladen | 1. Hälfte 12. Jh.      | Rundkapelle Petronell HERIS-ID: 15300 Objekt-ID: 11544                                          | Standort                      | Die Kapelle St. Johannes der Täufer in Petronell ist ein Rundbau aus der 1. Hälfte des 12. Jahrhunderts, der wahrscheinlich ursprünglich ein Bauwerk der Tempelritter war.                                                                                    | P84(Architekt): P131(Ort):Petronell-Carnuntum Region-ISO:AT-3            |
| ja   | Datei hochladen |                        | Pfarrkirche St. Michael in Pulkau HERIS-ID: 23869 Objekt-ID: 20237                              | Standort                      | Der romanische Kern der Kirche von Pulkau stammt aus dem 12. Jahrhundert, romanische Elemente sind insbesondere am Turm noch zu erkennen. | P84(Architekt): P131(Ort):Pulkau Region-ISO:AT-3                         |
| ja   | Datei hochladen | Mitte 13. Jahrhundert  | Karner in Pulkau HERIS-ID: 23870 Objekt-ID: 20238                                               | Standort                      | Der Karner in Pulkau wurde Mitte des 13. Jahrhunderts erbaut und enthält romanische sowie gotische Elemente. Romanisch ist insbesondere das Portal. | P84(Architekt): P131(Ort):Pulkau Region-ISO:AT-3                         |
| ja   | Datei hochladen | um 1050                | Krypta unterhalb der Pfarrkirche St. Pantaleon HERIS-ID: 31436 Objekt-ID: 28386                 | Standort                      | Unterhalb der Pfarrkirche von St. Pantaleon (Gemeinde St. Pantaleon-Erla) befindet sich eine Krypta aus der Zeit um 1050. Zu ihrem Bau wurden auch Spolien der nahegelegenen römischen Legionslager verwendet.                                                | P84(Architekt): P131(Ort):St. Pantaleon-Erla Region-ISO:AT-3             |
| ja   | Datei hochladen | um 1150                | Dom zu St. Pölten HERIS-ID: 4920 Objekt-ID: 778                                                 | Domplatz Standort             | Der um 1150 erbaute ursprünglich als Klosterkirche fungierende Dom wurde barockisiert, der spätromanische Kern ist jedoch erhalten. | P84(Architekt):Jakob Prandtauer P131(Ort):St. Pölten Region-ISO:AT-3     |
| ja   | Datei hochladen | zwischen 1130 und 1140 | Pfarrkirche Scheiblingkirchen HERIS-ID: 50521 Objekt-ID: 55586                                  | Hauptplatz 64, 0G Standort    | Die Kirche von Scheiblingkirchen entspricht dem Typ einer Rundkirche und wurde zwischen 1130 und 1140 erbaut. In barocker Zeit sowie im 19. Jahrhundert erfolgten Anbauten.                                                                                   | P84(Architekt): P131(Ort):Scheiblingkirchen-Thernberg Region-ISO:AT-3    |
| ja   | Datei hochladen | Erstes Drittel 13. Jh. | Pfarrkirche Schöngrabern HERIS-ID: 15479 Objekt-ID: 11723                                       | Standort                      | Die Kirche in Schöngrabern ist ein spätromanischer Saalbau und stammt aus dem ersten Drittel des 13. Jahrhunderts und ist vor allem wegen ihrer in Österreich einzigartigen „Steinernen Bibel“ an der Apsis bekannt.                                          | P84(Architekt): P131(Ort):Grabern Region-ISO:AT-3                        |
| ja   | Datei hochladen | Mitte 13. Jh.          | Karner in Tulln HERIS-ID: 25158 Objekt-ID: 21574                                                | Kirchengasse 17 Standort      | Der spätromanische, außen elfseitige und innen runde Karner in Tulln an der Donau stammt aus der Mitte des 13. Jahrhunderts. Heute wird er als Kapelle genutzt.                                                                                               | P84(Architekt): P131(Ort):Tulln an der Donau Region-ISO:AT-3             |
| ja   | Datei hochladen |                        | Stadtpfarrkirche St. Stephan in Tulln HERIS-ID: 25157 Objekt-ID: 21573                          | Kirchengasse 17 Standort      | Die Kirche wurde als Pfeilerbasilika erbaut und gotisch sowie barock umgestaltet. Romanische Elemente sind noch am südlichen Langhaus und an den Portalen zu sehen.                                                                                           | P84(Architekt): P131(Ort):Tulln an der Donau Region-ISO:AT-3             |
| ja   | Datei hochladen |                        | Karner von Unserfrau HERIS-ID: 29670 Objekt-ID: 26325                                           | Unserfrau 8, OG Standort      | Der Karner in Unserfrau (Gemeinde Unserfrau-Altweitra) stammt aus Ende des 12. Jahrhunderts, wurde im 18. und 19. Jahrhundert als Grabkapelle verwendet und entsprechend klassizistisch fassadiert.                                                           | P84(Architekt): P131(Ort):Unserfrau-Altweitra Region-ISO:AT-3            |
| ja   | Datei hochladen | 1207                   | Dom von Wiener Neustadt HERIS-ID: 14303 Objekt-ID: 10535                                        | Standort                      | Der Dom von Wiener Neustadt wurde 1279 geweiht. Er ist im Kern spätromanisch, insbesondere das Langhaus und die westlichen Türme. Von 1468 bis 1785 war er Kathedrale des Bistums Wiener Neustadt.                                                            | P84(Architekt): P131(Ort):Wiener Neustadt Region-ISO:AT-3                |
| ja   | Datei hochladen | Ende 10. Jh.           | Pfarrkirche Wieselburg HERIS-ID: 24586 Objekt-ID: 20988                                         | Kirchenplatz 6 Standort       | Die Pfarrkirche St. Ulrich in Wieselburg wurde Ende des 10. Jahrhunderts erbaut und später gotisiert. Sie ist in ihrer ursprünglichen oktogonalen Form ein bedeutendes Beispiel eines Zentralbaus. Die Fresken wurden in den 1950er-Jahren wieder freigelegt. | P84(Architekt): P131(Ort):Wieselburg Region-ISO:AT-3                     |
| ja   | Datei hochladen | um 1200                | Kirche St. Nikolaus in Wildungsmauer HERIS-ID: 15441 Objekt-ID: 11685                           | Wildungsmauer Standort        | Die Kirche in Wildungsmauer wurde um 1200 errichtet. Sie ist fast gänzlich original erhalten, nur Dach und Dachreiter wurden im 19. Jahrhundert verändert. | P84(Architekt): P131(Ort):Scharndorf Region-ISO:AT-3                     |
| ja   | Datei hochladen |                        | Propstei Zwettl HERIS-ID: 111006 Objekt-ID: 128769                                              | Propstei 1 Standort           | Die aus der Zeit der Kuenringer stammende Anlage in Zwettl besteht aus einer Kirche, einer Friedhofskapelle einem Karner und Resten einer Burgmauer. | P84(Architekt): P131(Ort):Zwettl-Niederösterreich Region-ISO:AT-3        |
| ja   | Datei hochladen | nach 1138              | Stift Zwettl HERIS-ID: 35376 Objekt-ID: 34133                                                   | Zwettl Stift 1 u. a. Standort | Vom 1138 gegründeten Stift Zwettl ist insbesondere der spätromanisch-frühgotische Kreuzgang erhalten. Der Großteil des Stifts wurde barockisiert. | P84(Architekt): P131(Ort):Zwettl-Niederösterreich Region-ISO:AT-3        |

## Oberösterreich
| Foto |                 | Baujahr         | Name                                                                             | Standort                           | Beschreibung | Metadaten                                                                                |
| ---- | --------------- | --------------- | -------------------------------------------------------------------------------- | ---------------------------------- | --- | ---------------------------------------------------------------------------------------- |
| ja   | Datei hochladen | 1056            | Klosterkirche von Stift Lambach HERIS-ID: 101337 Objekt-ID: 117662               | Klosterplatz Standort              | Die Klosterkirche von Stift Lambach wurde 1089 geweiht und hat bedeutende Fresken (die ältesten im süddeutschen Sprachraum).                                                                                  | P84(Architekt):Carlo Antonio Carlone P131(Ort):Lambach Region-ISO:AT-4                   |
| ja   | Datei hochladen |                 | Martinskirche in Linz HERIS-ID: 80048 Objekt-ID: 93758 Linz: 619                 | Martingasse Standort               | Der Kern der jetzigen Kirche stammt aus dem 10./11. Jahrhundert, die Kirche wurde später gotisch umgebaut. | P84(Architekt): P131(Ort):Linz Region-ISO:AT-4                                           |
| ja   | Datei hochladen |                 | Karner in Mauthausen HERIS-ID: 20841 Objekt-ID: 17146                            | Standort                           | Der Karner von Mauthausen ist ein Rundbau, der später im gotischen Stil aufgestockt wurde. Die Fresken im Inneren stammen aus der Zeit um 1260 und sind im zackbrüchigen Stil gehalten.                       | P84(Architekt): P131(Ort):Mauthausen Region-ISO:AT-4                                     |
| ja   | Datei hochladen |                 | Kirche von Pfarrkirchen im Mühlkreis HERIS-ID: 17786 Objekt-ID: 14072            | Pfarrkirchen im Mühlkreis Standort | In der im 17. Jahrhundert barockisierten Kirche von Pfarrkirchen im Mühlkreis sind romanische Fresken aus der Zeit um 1250 erhalten, die das Martyrium Johannes des Evangelisten zeigen.                      | P84(Architekt):Carlo Antonio Carlone P131(Ort):Pfarrkirchen im Mühlkreis Region-ISO:AT-4 |
| ja   | Datei hochladen |                 | Pfarrkirche Rechberg HERIS-ID: 5745 Objekt-ID: 1619                              | Rechberg 159 Standort              | Bei der nach 1440 gotisch umgebauten Pfarrkirche in Rechberg ist der ursprüngliche romanische Charakter noch im flach gedeckten Langhaus erhalten, dort wurden auch Fresken aus dem 13. Jahrhundert gefunden. | P84(Architekt): P131(Ort):Rechberg Region-ISO:AT-4                                       |
| ja   | Datei hochladen |                 | Pfarrkirche Suben HERIS-ID: 21140 Objekt-ID: 17455                               | Standort                           | Die Pfarrkirche von Suben wurde im 18. Jahrhundert neu gebaut, Überreste der romanischen Vorgängerkirche sind dort aber zu sehen.                                                                             | P84(Architekt): P131(Ort):Suben Region-ISO:AT-4                                          |
| ja   | Datei hochladen |                 | Portal der Stadtpfarrkirche Wels HERIS-ID: 101588 Objekt-ID: 117923              | neben Stadtplatz 31 Standort       | Das Portal wurde wie die gesamte Kirche von Wels barockisiert, im Inneren kann man aber noch die originalen romanischen Strukturen aus dem Anfang des 13. Jahrhunderts sehen.                                 | P84(Architekt): P131(Ort):Wels Region-ISO:AT-4                                           |
| ja   | Datei hochladen | 12. Jahrhundert | Romanisches Portal der Stiftskirche Wilhering HERIS-ID: 104706 Objekt-ID: 121578 | Linzer Straße 4 Standort           | In die im 18. Jahrhundert erbaute Stiftskirche Wilhering wurde ein romanisches Portal der Vorgängerkirche integriert.                                                                                         | P84(Architekt): P131(Ort):Wilhering Region-ISO:AT-4                                      |

## Salzburg
| Foto |                 | Baujahr        | Name                                                                                                  | Standort                          | Beschreibung | Metadaten                                                                            |
| ---- | --------------- | -------------- | --- | --------------------------------- | --- | ------------------------------------------------------------------------------------ |
| ja   | Datei hochladen |                | Romanisches Portal innerhalb der Pfarrkirche in Altenmarkt im Pongau HERIS-ID: 22538 Objekt-ID: 18871 | Standort                          | → Hauptartikel : Pfarrkirche Altenmarkt im Pongau f1 | P84(Architekt): P131(Ort):Altenmarkt im Pongau Region-ISO:AT-5                       |
| ja   | Datei hochladen |                | Georgikirche in Bischofshofen HERIS-ID: 26738 Objekt-ID: 23230                                        | Standort                          | Die Gorgikirche in Bischofshofen ist ein Rechteckbau mit halbkreisförmiger Apsis unter einem Satteldach mit Dachreiter.                                                       | P84(Architekt): P131(Ort):Bischofshofen Region-ISO:AT-5                              |
| ja   | Datei hochladen | 8. Jahrhundert | Langhaus der Franziskanerkirche in Salzburg HERIS-ID: 59740 Objekt-ID: 71304                          | Sigmund-Haffner-Gasse 15 Standort | Bei der Franziskanerkirche in Salzburg ist das romanische Langhaus erhalten (1123 geweiht?), der Chor ist gotisch, Fassade und Einrichtung sind barockisiert.                 | P84(Architekt):Johann Bernhard Fischer von Erlach P131(Ort):Salzburg Region-ISO:AT-5 |
| ja   | Datei hochladen | 8. Jahrhundert | Stiftskirche Nonnberg HERIS-ID: 87712 Objekt-ID: 102138                                               | Nonnberggasse 1-8 Standort        | Von der romanischen Kirche am Nonnberg sind Kirchturm, Portalteile und das „Paradies“ mit seinen Fresken erhalten.                                                            | P84(Architekt): P131(Ort):Salzburg Region-ISO:AT-5                                   |
| ja   | Datei hochladen | 7. Jahrhundert | Stift St. Peter in Salzburg HERIS-ID: 87790 Objekt-ID: 102225                                         | St.-Peter-Bezirk 1-10 Standort    | Das Kloster, das älteste im deutschen Sprachraum, wurde Mitte des 18. Jahrhunderts barockisiert, romanische Bauteile sind aber die Krypta der Stiftskirche und der Kreuzgang. | P84(Architekt): P131(Ort):Salzburg Region-ISO:AT-5                                   |
| ja   | Datei hochladen | vor 1227       | Mariazellerkapelle am Petersfriedhof HERIS-ID: 87790 Objekt-ID: 102225                                | St.-Peter-Bezirk 1-10 Standort    | Die Mariazellerkapelle (Katharinenkapelle), gestiftet 1215, ist an den südlichen Querarm der Stiftskirche St. Peter angebaut und wurde 1227 geweiht                           | P84(Architekt): P131(Ort):Salzburg Region-ISO:AT-5                                   |
| ja   | Datei hochladen |                | St. Rupert in Weißpriach HERIS-ID: 28044 Objekt-ID: 24595                                             | Standort                          | Die später barockisierte Kirche in Weißpriach weist einen bedeutenden Freskenzyklus aus der Teit zwischen 1050 und 1200 auf.                                                  | P84(Architekt): P131(Ort):Weißpriach Region-ISO:AT-5                                 |

## Steiermark
| Foto |                 | Baujahr | Name                                                                               | Standort                             | Beschreibung | Metadaten                                                            |
| ---- | --------------- | ------- | ---------------------------------------------------------------------------------- | ------------------------------------ | --- | -------------------------------------------------------------------- |
| ja   | Datei hochladen |         | Kirche St. Rupert und Karner in Bruck an der Mur HERIS-ID: 92248 Objekt-ID: 107161 | St.-Ruprecht-Straße 429, OG Standort | Die Kirche St. Ruprecht in Bruck an der Mur wurde 1195 erstmals genannt, ist in ihrer Erscheinung aber abgesehen vom barocken Turm heute hauptsächlich gotisch und weist auch bedeutende gotische Wandmalereien aus der Zeit um 1415 auf. Der Karner am Friedhof stammt aus dem 13. Jahrhundert. | P84(Architekt): P131(Ort):Bruck an der Mur Region-ISO:AT-6           |
| ja   | Datei hochladen |         | Kirche in Dietmannsdorf HERIS-ID: 51005 Objekt-ID: 56548                           | Dietmannsdorf Standort               | Die Kirche von Dietmannsdorf (Gemeinde Trieben) wurde Mitte des 12. Jahrhunderts erbaut, sie weist insbesondere ein Rundbogenportal mit Würfelkapitellen auf. | P84(Architekt): P131(Ort):Trieben Region-ISO:AT-6                    |
| ja   | Datei hochladen |         | Karner in Hartberg HERIS-ID: 68073 Objekt-ID: 81070                                | Hauptplatz 12 Standort               | Der zweiteilige Rundbau neben der Pfarrkirche von Hartberg stammt aus dem späten 12. Jahrhundert und weist im Inneren bedeutende Fresken unklaren Inhalts aus der Zeit um 1200 auf. | P84(Architekt): P131(Ort):Hartberg Region-ISO:AT-6                   |
| ja   | Datei hochladen |         | Stift Göss Objekt-ID: 86295                                                        | Stift 8 Standort                     | Von der gotisierten Kirche des um 1020 erbauten Stifts Göss in Leoben ist noch die romanische Krypta erhalten. | P84(Architekt): P131(Ort):Leoben Region-ISO:AT-6                     |
| ja   | Datei hochladen |         | Pfarrkirche St. Rupert in Kobenz HERIS-ID: 51593 Objekt-ID: 57278                  | bei Marktstraße 8 Standort           | Die Pfarrkirche von Kobenz ist eine der ältesten der Steiermark. In ihrem heutigen Erscheinungsbild ist die Kirche hauptsächlich gotisch (mit Fresken aus dem 15. Jahrhundert), romanisch ist hauptsächlich der Turm aus gemauertem Bruchstein.                                                  | P84(Architekt): P131(Ort):Kobenz Region-ISO:AT-6                     |
| ja   | Datei hochladen |         | Kirche und Karner von Pöls HERIS-ID: 51750 Objekt-ID: 57505                        | Standort                             | Die Kirche Mariä Himmelfahrt von Pöls (Gemeinde Pöls-Oberkurzheim) wurde im 12. Jahrhundert als dreischiffige Pfeilerbasilika erbaut, die später teilweise gotisiert und im Inneren barockisiert wurde. Auf dem Friedhof befindet sich auch ein romanischer Karner.                              | P84(Architekt): P131(Ort):Pöls-Oberkurzheim Region-ISO:AT-6          |
| ja   | Datei hochladen |         | Johanneskapelle in Pürgg HERIS-ID: 51758 Objekt-ID: 57514                          | Pürgg Standort                       | Die Johanneskapelle in Pürgg (Gemeinde Stainach-Pürgg) wird auf die Zeit vor 1120 geschätzt. Sie weist bedeutende Fresken aus dem 3. Viertel des 12. Jahrhunderts auf. | P84(Architekt): P131(Ort):Stainach-Pürgg Region-ISO:AT-6             |
| ja   | Datei hochladen |         | Pfarrkirche St. Marein bei Neumarkt und Karner HERIS-ID: 51857 Objekt-ID: 57664    | Sankt Marein bei Neumarkt Standort   | Von der romanischen Kirche Mariä Himmelfahrt in Sankt Marein bei Neumarkt ist der Chorquadratturm sowie einige Mauern im ansonsten gotisierten Langhaus erhalten. Am Friedhof befindet sich ein romanischer Karner.                                                                              | P84(Architekt): P131(Ort):Neumarkt in der Steiermark Region-ISO:AT-6 |
| ja   | Datei hochladen | 1164    | Abteikirche Seckau HERIS-ID: 51793 Objekt-ID: 57582                                | Seckau .2/1, OG Standort             | Die Basilika von Seckau wurde um 1143–1164 erbaut. Sie wurde später gotisch eingewölbt. Auch fanden in der Barockzeit und im 19. Jahrhundert Veränderungen statt, insbesondere wurden die bereits barockisierten Türme im neoromanischen Stil wiederaufgebaut.                                   | P84(Architekt): P131(Ort):Seckau Region-ISO:AT-6                     |

## Tirol
| Foto |                 | Baujahr | Name                                                                    | Standort | Beschreibung | Metadaten                                                    |
| ---- | --------------- | ------- | ----------------------------------------------------------------------- | -------- | --- | ------------------------------------------------------------ |
| ja   | Datei hochladen |         | Kirche St. Nikolaus in Matrei HERIS-ID: 7162 Objekt-ID: 3052 TKK: 16956 | Standort | Die Nikolauskirche in Matrei in Osttirol wurde Ende des 12. Jahrhunderts erbaut, der Turm und das gotische Gewölbe sind eine spätere Zutat. Zwei Kapellen weisen Freskenmalereien aus der Zeit um 1270 auf. | P84(Architekt): P131(Ort):Matrei in Osttirol Region-ISO:AT-7 |

## Vorarlberg
| Foto |                 | Baujahr | Name                                                         | Standort                    | Beschreibung | Metadaten                                          |
| ---- | --------------- | ------- | ------------------------------------------------------------ | --------------------------- | --- | -------------------------------------------------- |
| ja   | Datei hochladen |         | Kirche St. Nikolaus in Zitz HERIS-ID: 56130 Objekt-ID: 65134 | Alte Landstraße 33 Standort | Die Filialkirche St. Nikolaus in Zitz (Gemeinde Bludesch) gilt als eine der ältesten Kirchen Vorarlbergs. Sie hat ein spätromanisches Langhaus und einen gemauerten Turmhelm; sie weist bedeutende Fresken aus der Zeit um 1330–1340 auf. | P84(Architekt): P131(Ort):Bludesch Region-ISO:AT-8 |

## Wien
| Foto |                 | Baujahr        | Name                                                       | Standort                     | Beschreibung | Metadaten                                              |
| ---- | --------------- | -------------- | ---------------------------------------------------------- | ---------------------------- | --- | ------------------------------------------------------ |
| ja   | Datei hochladen | 1137           | Westwerk des Stephansdoms HERIS-ID: 47351 Objekt-ID: 50321 | Standort                     | Erhalten ist das Westwerk des romanischen Vorgängerbaus an das der gotischen Dom angebaut wurde. Es handelt sich insbesondere um das Riesentor und die Heidentürme aus der Zeit von 1230 bis 1245.                                         | P84(Architekt): P131(Ort):Innere Stadt Region-ISO:AT-9 |
| ja   | Datei hochladen | 9. Jahrhundert | Ruprechtskirche HERIS-ID: 47455 Objekt-ID: 50528           | Ruprechtsplatz Standort      | Die Ruprechtskirche ist die älteste im ursprünglichen Zustand erhaltene Kirche Wiens und geht auf das Frühmittelalter zurück. Romanisch ist insbesondere der Turm, das frühgotische Langhaus stammt wahrscheinlich aus der Zeit nach 1276. | P84(Architekt): P131(Ort):Innere Stadt Region-ISO:AT-9 |
| ja   | Datei hochladen | 1219           | Michaelerkirche HERIS-ID: 40751 Objekt-ID: 40779           | Michaelerplatz 5 Standort    | Die um 1220 erbaute Michaelerkirche ist eine der ältesten Kirchen Wiens, wurde aber in Gotik, Barock und Klassizismus stark umgeformt. Romanische Elemente sind noch in der Krypta zu sehen.                                               | P84(Architekt): P131(Ort):Innere Stadt Region-ISO:AT-9 |
| ja   | Datei hochladen | 1160           | Schottenkirche HERIS-ID: 103701 Objekt-ID: 120228          | Freyung 6, 6a, u.a. Standort | Von der in der zweiten Hälfte des 12. Jahrhunderts errichteten Vorgängerbaus der heutigen Barockkirche sind noch die Finstere Sakristei und die romanische Kapelle erhalten.                                                               | P84(Architekt): P131(Ort):Innere Stadt Region-ISO:AT-9 |